# Князєв Микола Трифонович
Микола Трифонович Князєв (14 березня 1937, село Кочетовка Хохольського району Воронезької області, тепер Російська Федерація — 1 квітня 2016, місто Москва, Російська Федерація) — радянський казахський діяч, 1-й секретар Кустанайського обласного комітету КП Казахстану, голова Кустанайської обласної ради народних депутатів, голова Алма-Атинського облвиконкому. Депутат Верховної ради Казахської РСР 8-го і 11-го скликань. Народний депутат СРСР (1989—1991). Член Центральної контрольної комісії КПРС у 1990—1991 роках.

## Життєпис
У 1959 році закінчив Воронезький сільськогосподарський інститут, вчений-агроном.
У 1959—1965 роках — головний агроном Вишньовської районної сільськогосподарської інспекції, голова колгоспу, головний агроном, директор радгоспу Вишньовського району Цілиноградської області Казахської РСР.
Член КПРС з 1963 року.
У 1965—1969 роках — начальник Єсільського районного управління сільського господарства Тургайської області Казахської РСР.
У 1969—1975 роках — 2-й секретар, 1-й секретар Астраханського районного комітету КП Казахстану Цілиноградської області.
У 1975 році закінчив Заочну вищу партійну школу при ЦК КПРС.
У 1975—1979 роках — начальник Цілиноградського обласного управління сільського господарства Казахської РСР.
У 1979—1982 роках — уповноважений Міністерства сільського господарства СРСР із співробітництва в галузі сільського господарства в Монголії.
У 1982—1985 роках — інструктор сільськогосподарського відділу ЦК КПРС у Москві.
У 1985—1987 роках — 1-й заступник голови Держагропрому Казахської РСР — міністр Казахської РСР.
У 1986—1987 роках — в.о. голови виконавчого комітету Алма-Атинської обласної ради народних депутатів. У 1987 — вересні 1988 року — голова виконавчого комітету Алма-Атинської обласної ради народних депутатів.
10 вересня 1988 — 7 вересня 1991 року — 1-й секретар Кустанайського обласного комітету КП Казахстану.
У січні 1990 — 9 грудня 1993 року — голова Кустанайської обласної ради народних депутатів.
У 1993—1995 роках — президент акціонерного товариства «Кустанайхлібопродукт».
У 1995—1997 роках — директор філії зовнішньоекономічної корпорації «Казахстан».
З 1997 року — на пенсії. З травня 1999 по квітень 2000 року працював головним спеціалістом і начальником відділу департаменту регіональних проблем Міністерства Російської Федерації у справах СНД у Москві.
Помер 1 квітня 2016 року в Москві.

## Нагороди
- орден Леніна
- чотири ордени Трудового Червоного Прапора
- орден Червоної Зірки
- орден «Знак Пошани»
- медалі